# Tatort: Königinnen
Königinnen ist ein Fernsehfilm aus der Krimireihe Tatort.
Der vom Bayerischen Rundfunk produzierte Beitrag ist die 1248. Tatort-Episode und wurde am 29. Oktober 2023 im SRF, im ORF und im Ersten ausgestrahlt. Das Münchner Ermittlerduo Batic und Leitmayr ermittelt in seinem 94. Fall.

## Handlung
Josef Gehrling, der Präsident des Bavaria-Bundes, wird bei einem Gipfeltreffen bayerischer Produktköniginnen in einem Tagungshotel auf einem Dorf mit einem Bolzenschussgerät schwer verletzt. Batic und Leitmayr ermitteln schnell, dass er seine Position für sexuelle Übergriffe ausgenutzt hat. Die Nördlinger Zwiebelkönigin Annelie II. ist hauptberuflich Polizeischülerin. Sie bietet den Kommissaren ihre Hilfe an und unterstützt sie bei den Ermittlungen, kontaminiert aber gleich zu Beginn auch die Tatwaffe mit ihren Fingerabdrücken.
Unter den miteinander konkurrierenden Produktköniginnen haben mehrere ein Tatmotiv: Mehrere der jungen Frauen wurden von Gehrling sexuell belästigt und zwei der Betroffenen standen kurz davor, die Übergriffe öffentlich zu machen. Die im Umgang mit einem Schlachtschussapparat kundige Weißwurstkönigin Sina wird verdächtig, weil sie am Tatort war und dort ein Schuh von ihr gefunden wurde. Sie gibt jedoch an, dass sie Gehrling eine rettende Notfall-Injektion gegeben hatte, als dieser von einer Biene gestochen worden war, gegen deren Gift er allergisch war. Erst am Schluss werden Batic und Leitmayr gewahr, dass Annelie die Täterin gewesen sein muss.
Eine Rückblende zeigt den Tathergang: Annelie suchte Gehrling in seinem Hotelzimmer auf, um ihn bezüglich der drohenden Veröffentlichung seiner Übergriffe zur Rede zu stellen. Während des Gesprächs wird dieser von einer Biene gestochen und erleidet einen allergischen Schock. Sie holt den Autoinjektor mit dem Gegenmittel aus Gehrlings Tasche und will mit diesem fortgehen. Als sie die Tür öffnet, steht aber Sina davor, die das Gegenmittel an sich nimmt und Gehrling damit rettet. Kaum wieder bei Bewusstsein, droht dieser jedoch Annelie, ihre Existenz als Zwiebelkönigin und Polizistin mithilfe seiner einflussreichen Position zu zerstören. Diese richtet daraufhin das Bolzenschussgerät gegen ihn und drückt auf seine weitere Provokation hin ab.

## Hintergrund
Der Film wurde vom 27. September 2022 bis zum 28. Oktober 2022 in München und Umgebung gedreht. Als Kulisse für das Tagungshotel diente der Gasthof Stangl in Neufarn.

## Rezeption

### Kritiken
Der Stern schrieb, der Tatort sei „sehenswert“ und lobte den Spagat zwischen Witz, Spannung und aktuellem Bezug.
Claudia Fromme kritisierte in der SZ die Unentschiedenheit zwischen ernsthafter „Me Too“–Auseinandersetzung, Stadt-Land-Dünkeleien und komödiantischer Soße.

### Einschaltquoten
Die Erstausstrahlung von Königinnen am 29. Oktober 2023 wurde in Deutschland von 8,94 Millionen Zuschauern gesehen und erreichte einen Marktanteil von 31,1 % für Das Erste.